# Due Leoni - Fontana Candida

Due Leoni - Fontana Candida is een metrostation in de Italiaanse hoofdstad Rome dat wordt bediend door lijn C van de metro van Rome. Het station werd gebouwd tijdens de ombouw van de smalspoorlijn naar Fiuggi tot premetro. Het is het westelijkste station van het tussen 1996 en 2006 gebouwde dubbelspoor op vrije baan. De premetrodienst bestond van 2006 tot 2008, toen het traject werd gesloten voor de ombouw tot metro. In 2014 was ook het oude deel van de smalspoorlijn omgebouwd tot metro en op 9 november 2014 ging de metrodienst tussen Parco di Centocelle en Monte Compatri – Pantano van start.  Het station ligt niet direct naast een woonwijk, aan de zuidkant van het station loopt de Via Casalina, aan de noordkant ligt een groot parkeerterrein voor Parkeer en Reis doeleinden. 